# 2115 Irakli
2115 Irakli è un asteroide della fascia principale del diametro medio di circa 21,07 km. Scoperto nel 1976 da Richard Martin West, presenta un'orbita caratterizzata da un semiasse maggiore pari a 3,0110313 UA e da un'eccentricità di 0,0540262, inclinata di 8,96960° rispetto all'eclittica.
L'asteroide è stato dedicato dallo scopritore a suo figlio Irakli.